# Quadrastichus pedicellaris
Quadrastichus pedicellaris är en stekelart som först beskrevs av Thomson 1878.  Quadrastichus pedicellaris ingår i släktet Quadrastichus och familjen finglanssteklar. Arten är reproducerande i Sverige. Inga underarter finns listade i Catalogue of Life.